# Podzemna željeznica Novosibirsk
Podzemna željeznica Novosibirsk (rus. Новосиби́рский метрополитен) je sustav podzemne željeznice u Novosibirsku, u Rusiji. 
Podzemna željeznica je otvorena 1986. godine i duga je 15,9 kilometara. Novosibirsk je treći po veličini grad u Rusiji s brojem stanovnika od preko 1,4 milijuna. Nastao je kao prometno središte između glavnih transportnih ruta u Sibiru: Transsibirske pruge i rijeke Ob. Stoga nije bilo iznenađenje, da je grad rastao vrlo brzo. 
Ideja o podzemnoj željeznici potječe iz kasnih šezdesetih, a 12. svibnja 1979. započela je gradnja. Podzemna željeznica je otvorena 7. siječnja 1986., postajući jedanaesta u SSSR-u i četvrta u Rusiji. Podzemna željeznica se brzo proširila kako bi ispunio originalne planove s četiri linije od 62 km. Međutim, financijske poteškoće ranih 1990-ih godina značile zamrzavanje radova, koji su nastavljeni tek nedavno. Sustav sadrži 13 postaja na dvije linije. Postoji 80 vagona koji čine 20 vlakova s četiri kola, koji dnevno prevoze i više od 250,000 putnika. Postaje su živo ukrašene u kasno-sovjetskom stilu. Tu je i postaja na površinskoj razini koja prelazi 2,145 km dug most preko rijeke Ob.